# 서전고등학교
서전고등학교(瑞甸高等學校)는 대한민국 충청북도 진천군 덕산읍 두촌리에 있는 공립 고등학교이다.

## 학교 연혁
- 2014년 10월 24일 : 학교 설립 인가(8학급)
- 2016년 10월 13일 : 서전고등학교 교명 확정
- 2017년 3월 1일 : 제1대 한상훈 교장 부임
- 2017년 3월 2일 : 2017학년도 162명 입학
- 2021년 3월 1일 : 행복자치미래학교 운영 (4년)
- 2021년 3월 1일 : 제2대 한종희 교장 부임
- 2021년 3월 1일 : 고교학점제 연구학교 운영 (3년)
- 2024년 2월 8일 : 제5회 졸업식(누계 졸업생 840명)
- 2024년 3월 4일 : 제8회 신입생 217명 입학

## 참고 자료
- 서전고등학교 - 한국교육학술정보원 학교알리미